# Иванов, Георгий Александрович (государственный деятель)
Георгий Александрович Иванов (31 июля 1919, Тверь — 19 сентября 1994, Москва) — советский актёр, театральный и государственный деятель. Заслуженный деятель искусств РСФСР.

## Биография
Окончил Щукинское училище (1942). Член ВКП(б).

### Послужной список
- актёр театра имени Е. Б. Вахтангова (1938—1949 гг.).

- 1949—1957 гг. — работа в аппарате МГК КПСС, первый заместитель начальника Управления культуры Мосгорисполкома.

- 1958—1960 гг. — директор Центральной студии телевидения.

- 1961—1965 гг. — первый секретарь Свердловского райкома КПСС г. Москвы.

- 1965—1970 гг. — заместитель председателя Госкомитета по радиовещанию и телевидению при СМ СССР.

- 1970—1976 гг.— начальник Управления театров Министерства культуры СССР.

- 1976—1979 гг.— генеральный директор Государственного академического Большого театра СССР и Кремлёвского Дворца съездов.

- 1979 −1987 гг.— заместитель министра культуры СССР.

В последние годы работал редактором-консультантом в РГТРК «Останкино».
Избирался депутатом Верховного Совета РСФСР 6-го созыва.
Умер в 1994 году. Похоронен на Кунцевском кладбище.